# Dryopomera havai
Dryopomera havai es una especie de coleóptero de la familia Oedemeridae.

## Distribución geográfica
Habita en Shaanxi (China).